# Neodialineura nitens
Neodialineura nitens är en tvåvingeart som beskrevs av White 1915. Neodialineura nitens ingår i släktet Neodialineura och familjen stilettflugor. Inga underarter finns listade i Catalogue of Life.